# Dinitramin
Dinitramin ist ein Pflanzenschutzwirkstoff aus der Gruppe der Herbizide, der zur Bekämpfung von Unkräutern eingesetzt wird.

## Anwendung
Der Wirkstoff findet hauptsächlich Anwendung bei Baumwolle, Sonnenblumen, Sojabohnen und Karotten.

## Synthese
Die Synthese von Dinitamin ist in der folgenden Reaktionssequenz beschrieben:

## Handelsname
Ein Pflanzenschutzmittel mit dem Wirkstoff Dinitramin wird unter dem Handelsnamen Cobex vermarktet.

## Zulassung
In Deutschland und der EU sind keine Pflanzenschutzmittel zugelassen, die diesen Wirkstoff enthalten.